# 佐賀市立城東中学校
佐賀市立城東中学校（さがしりつ じょうとうちゅうがっこう）は佐賀県佐賀市巨勢町大字牛島にある公立中学校。

## 概要
歴史
佐賀市立小学校3校区（循誘・巨勢・兵庫）を1中学校区とし、1957年（昭和32年）に開校。2022年（令和4年）には創立65周年を迎えた。
校名の由来
佐賀城跡の東側に位置することから。
校章
「城東」の文字（横書き）と「中學」の文字（縦書き）を組み合わせたものとなっている。
校歌
1962年（昭和37年）制定。作詞は太田耕人、作曲は豊増昇による。歌詞は3番まであり、各番の歌詞中に校名の「城東中学校」が登場する。
通学区域
- 佐賀市立循誘小学校区
- 佐賀市立巨勢小学校区
- 佐賀市立兵庫小学校区。

## 沿革
前史
- 1947年（昭和22年）4月1日 - 学制改革が行われる。以下の新制中学校2校が創立。
  - 「巨勢村立巨勢中学校」（巨勢村立巨勢小学校に併設）
  - 「兵庫村立兵庫中学校」（兵庫村立兵庫小学校に併設）
- 1954年（昭和29年）3月31日 - 佐賀市への編入により以下のように改称。
  - 「佐賀市立巨勢中学校」
  - 「佐賀市立兵庫中学校」

統合・城東中学校
- 1957年（昭和32年）
  - 4月1日 - 佐賀市立中学校2校（巨勢・兵庫）を統合の上、循誘小学校区を加えて「佐賀市立城東中学校」（現校名）が創設される。初代校長は土井傅。
  - 4月10日 - 校章を制定。
  - 5月7日 - 開校式を挙行。
  - 5月17日 - PTAを結成。
  - 5月24日 - 生徒会を結成。
- 1958年（昭和33年）1月8日 - 校旗を制定。
- 1960年（昭和35年）6月 - 体育館が完成。
- 1961年（昭和36年）11月 - 新校舎が完成。
- 1962年（昭和37年）12月 - 校歌を制定。
- 1964年（昭和39年）4月1日 - 特殊学級を設置。
- 1965年（昭和40年）7月 - プールが完成。
- 1977年（昭和52年）5月 - 三和橋が完成。
- 1986年（昭和61年）4月 - 校舎改築（第一期工事）が完了。
- 1987年（昭和62年）1月 - 校舎改築（第二期・第三期）が完了。
- 1988年（昭和63年）3月 - 体育館の改築が完了。
- 1998年（平成10年）3月 - 新プールが完成。
- 2000年（平成12年）3月 - 武道場を移設・新築。
- 2007年（平成19年）2月 - 創立50周年記念式典を挙行。

## 交通
最寄りの鉄道駅
- JR九州 長崎本線「佐賀駅」

最寄りの幹線道路
- 佐賀県道51号佐賀脊振線（貫通道路）「城東中学校前」交差点

## 周辺
- 錦華保育園
- ヤマト運輸佐賀中央営業所

## 参考資料
- 「佐賀市史 第5巻 (現代編) (PDF) 」（1981年（昭和56年）2月21日, 佐賀市）p.518～p.525  - 佐賀市ウェブサイト

## 関連事項
- 佐賀県中学校一覧